# Маркар'янц Володимир Суренович
Володимир Суренович Маркар'янц (вірм. Վլադիմիր  Մարգարյանց, 19 серпня 1934, місто Єйськ, Краснодарський край, РРФСР — 2 березня 2000, місто Єреван, Вірменія) — вірменський радянський політичний та партійний діяч. Депутат Верховної ради Російської РФСР. Народний депутат СРСР у 1989-1991 роках. Член ЦК КПРС з липня 1990 по серпень 1991 року.

## Біографія
- З 1949 — токар авторемзаводу в місті Георгієвську Ставропольського краю.
- 1953–1956 — служба в Радянській армії.
- З 1956 — працював на арматурному об'єднанні в місті Георгієвську Ставропольського краю: токар, секретар комітету ВЛКСМ, наладчик верстатів, завідувач виробничо-розподільного бюро, заступник начальника цеха, начальник цеху, секретар парткому арматурного об'єднання імені Леніна.
- Член КПРС з 1958 року.
- 1964 — закінчив заочно Ростовський технікум сільськогосподарського машинобудування.
- 1967–1969 — директор склотарного заводу в Ставрополі.
- 1969–1970 — голова виконавчого комітету Октябрської районної ради депутатів трудящих міста Ставрополя.
- 1970 — закінчив заочну Вищу партійну школу при ЦК КПРС.
- 1970–1974 — перший секретар Октябрського районного комітету КПРС міста Ставрополя.
- 1974–1976 — голова виконавчого комітету Ставропольської міської ради депутатів трудящих.
- 1976–1982 — заступник голови виконавчого комітету Ставропольської крайової ради народних депутатів. Особисто знайомий з Михайлом Горбачовим.
- 1977 — закінчив Ставропольський сільськогосподарський інститут.
- 1982–1985 — перший секретар Ставропольського міського комітету КПРС.
- 1985–1988 — секретар Ставропольського крайового комітету КПРС.
- З 1988 по січень 1989 року — заступник міністра медичної та мікробіологічної промисловості СРСР.
- 16 січня 1989 — 13 серпня 1990 — голова Ради міністрів Вірменської РСР. У зв'язку з приходом до влади ліберальних сил залишив пост голови Радміну.
- З вересня 1990 — перший заступник міністра медичної промисловості СРСР.
- З травня 1991 — голова правління державної корпорації «Фарміндустрія».
- Помер у Єревані, похований на Троєкуровському цвинтарі Москви.

## Нагороди і звання
- два ордени Трудового Червоного Прапора
- два ордени «Знак Пошани»
- медалі
- Почесна грамота Президії Верховної ради Російської РФСР